# Bea González
Beatriz González Fernández (Málaga, 23 de noviembre de 2001), conocida como Bea González, es una jugadora profesional de pádel española. Actualmente ocupa la 6.ª posición del ranking FIP y juega en el revés junto a Claudia Fernández. Juntas son la tercera mejor pareja de pádel del mundo.

## Carrera deportiva
Bea González comenzó en el ranking World Padel Tour en 2016 convirtiéndose en la jugadora más joven de la historia en participar en el circuito profesional, pero no fue hasta 2018 cuando comenzó a crecer en el ranking junto a la experimentada Cata Tenorio cuando comienza su ascenso a las tablas de clasificaciones hasta empezar a convertirse en una habitual.
A nivel nacional ha tenido un gran impacto ganando así títulos de campeona de España Sub-18 y campeona del mundo por Selecciones en 2017 de su categoría y en 2020 se convirtió en la jugadora más joven en ganar el Madrid Open con solo 18 años.
Son varias las parejas profesionales con las que Bea ha peleado sus títulos: los primeros cinco divididos entre Paula Josemaría y Marta Ortega.
Con la argentina Delfina Brea (con la que ya jugó en 2018 pero sin buenos resultados) consiguió hacer una combinación exitosa para alcanzar colarse en los cuadros finales de los torneos y así escalar rápidamente el top 10 en el ranking hasta convertirse en una de las parejas favoritas del circuito.[cita requerida]
Para la temporada de 2025 formó pareja con Claudia Fernández.

## Palmarés

### Premier Padel
| N.º | Año  | Torneo         | Categoría | Pareja            | Oponentes en la final           | Resultado       |
| --- | ---- | -------------- | --------- | ----------------- | ------------------------------- | --------------- |
| 1   | 2023 | Madrid         | P1        | Delfina Brea      | Ariana Sánchez Paula Josemaría  | 6-2 / 6-4       |
| 2   | 2023 | Milán          | P1        | Delfina Brea      | Alejandra Salazar Sofia Araújo  | 6-0 / 7-6       |
| 3   | 2024 | Puerto Cabello | P2        | Delfina Brea      | Alejandra Salazar Tamara Icardo | 6-4 / 6-3       |
| 4   | 2024 | Bruselas       | P2        | Delfina Brea      | Gemma Triay Claudia Fernández   | 6-4 / 6-4       |
| 5   | 2024 | Sevilla        | P2        | Delfina Brea      | Ariana Sánchez Paula Josemaría  | 6-1 / 6-1       |
| 6   | 2024 | Asunción       | P2        | Delfina Brea      | Claudia Fernández Gemma Triay   | 6-3 / 7-5       |
| 7   | 2024 | Dubai          | P1        | Delfina Brea      | Andrea Ustero Alejandra Alonso  | 6-2 / 6-3       |
| 8   | 2025 | Asunción       | P2        | Claudia Fernández | Delfina Brea Gemma Triay        | 7-6 / 3-6 / 6-2 |
| 9   | 2025 | Málaga         | P1        | Claudia Fernández | Marta Ortega Tamara Icardo      | 6-2 / 6-1       |

### World Padel Tour
| N.º | Año  | Torneo           | Categoría    | Pareja       | Oponentes en la final                     | Resultado       |
| --- | ---- | ---------------- | ------------ | ------------ | ----------------------------------------- | --------------- |
| 1   | 2020 | Vuelve a Madrid  | Open         | Marta Ortega | Patricia Llaguno Elisabeth Amatriaín      | 5-7 / 6-1 / 6-1 |
| 2   | 2022 | Getafe           | Challenger   | Marta Ortega | Claudia Jensen Carla Mesa                 | 6-4 / 6-1       |
| 3   | 2022 | Albacete         | Challenger   | Marta Ortega | Mapi Sánchez Alayeto Majo Sánchez Alayeto | 3-6 / 6-3 / 6-1 |
| 4   | 2022 | Copenhague       | Open         | Marta Ortega | Mapi Sánchez Alayeto Sofia Araújo         | 6-2 / 6-1       |
| 5   | 2022 | Ámsterdam        | Open         | Marta Ortega | Ariana Sánchez Paula Josemaría            | 6-4 / 2-6 / 6-1 |
| 6   | 2023 | Copenhague       | Open 1000    | Delfina Brea | Alejandra Salazar Gemma Triay             | 6-2 / 3-6 / 6-4 |
| 7   | 2023 | Valladolid       | Master       | Delfina Brea | Marta Ortega Gemma Triay                  | 6-2 / 5-7 / 6-2 |
| 8   | 2023 | Tampere          | Open 1000    | Delfina Brea | Alejandra Salazar Sofia Araújo            | 6-2 / 5-7 / 6-2 |
| 9   | 2023 | Malmö            | Open 1000    | Delfina Brea | Alejandra Salazar Sofia Araújo            | 6-4 / 6-3       |
| 10  | 2023 | Ciudad de México | Open 1000    | Delfina Brea | Tamara Icardo María Virginia Riera        | 6-4 / 6-2       |
| 11  | 2023 | Barcelona        | Master Final | Delfina Brea | Jessica Castelló Aranzazu Osoro           | 6-4 / 6-1       |

### Campeonato Mundial
- Campeonato Mundial de Pádel de 2022
- Campeonato Mundial de Pádel de 2024